# Lauro Amadò
Lauro Amadò (Lugano, 15 marzo 1912 – Lugano, 7 giugno 1971) è stato un calciatore svizzero.

## Carriera

### Club
Ha vinto in carriera sei campionati svizzeri con tre squadre diverse; ha vinto anche cinque Coppe di Svizzera con due differenti club.

### Nazionale
Debutta in Nazionale il 27 gennaio 1935 nella partita persa fuori casa per 4-0 contro la Germania. Segna il primo gol con la maglia della Svizzera il 13 marzo 1938, nella partita pareggiata 3-3 in casa contro la Nazionale polacca, dove mette a segno una doppietta. Gioca l'ultima partita in Nazionale il 5 dicembre 1948 nella vittoria fuori casa di misura (1-0) contro l'Irlanda del Nord.

## Palmarès

### Club

#### Competizioni nazionali
- Campionato svizzero: 6

Servette: 1932-1933, 1933-1934
Lugano: 1937-1938
Grasshoppers: 1941-1942, 1942-1943, 1944-1945
- Coppa Svizzera: 5

Lugano: 1930-1931
Grasshoppers: 1940-1941, 1941-1942, 1942-1943, 1945-1946

### Individuale
- Capocannoniere del Campionato svizzero: 2

1942-1943 (23 reti), 1946-1947 (26 reti), in condivisione con Hans Blaser